# Autokorrelation

Överst: sinus med brus; nederst: autokorrelation

Autokorrelationen för en stokastisk process beskriver korrelationen mellan processens olika tidpunkter.

## Definition
För en tidskontinuerlig stokastisk process {\displaystyle X} definieras autokorrelationsfunktionen {\displaystyle r_{X}} som:
{\displaystyle r_{X}(t_{1},t_{2})=E[X(t_{1})X(t_{2})]\,}
För en tidsdiskret stokastisk process {\displaystyle X} definieras autokorrelationsfunktionen {\displaystyle r_{X}} som:
{\displaystyle r_{X}(n_{1},n_{2})=E[X(n_{1})X(n_{2})]\,}
Om den stokastiska processen {\displaystyle X} är svagt stationär beror autokorrelationen endast på skillnaden mellan {\displaystyle t_{1}} och {\displaystyle t_{2}} eller {\displaystyle n_{1}} och {\displaystyle n_{2}}, och då skrivs autokorrelationsfunktionen som:
{\displaystyle r_{X}(\tau )=E[X(t)X(t+\tau )]} respektive {\displaystyle r_{X}(k)=E[X(n)X(n+k)]}
Om autokorrelationen är noll för alla {\displaystyle \tau \neq 0} eller {\displaystyle k\neq 0} kallas {\displaystyle X} för en vit process. Fourier-transformen av autokorrelationsfunktionen kallas för effektspektrum.

## Estimering
Givet en serie mätdata {\displaystyle x_{n},\ n\in [0,N-1]} genererad av en svagt stationär stokastisk process {\displaystyle X} kan autokorrelationen estimeras på två sätt:
1. icke väntevärdesriktigt: {\displaystyle {\hat {r}}_{X}(k)={\begin{cases}{\frac {1}{N}}\sum _{n=0}^{N-k}x(n)x(n+k)&k\geq 0\\{\hat {r}}_{X}(-k)&k<0\end{cases}}}
2. väntevärdesriktigt: {\displaystyle {\hat {r}}_{X}(k)={\begin{cases}{\frac {1}{N-k}}\sum _{n=0}^{N-k}x(n)x(n+k)&k\geq 0\\{\hat {r}}_{X}(-k)&k<0\end{cases}}}

I många sammanhang, till exempel för lösning av Yule–Walker-ekvationerna, föredras den icke väntevärdesriktiga varianten. Den väntevärdesriktiga kan då {\displaystyle k} närmar sig {\displaystyle N} anta orimligt stora värden.